# Marek Petrusewicz
Marek Petrusewicz (* 22. Januar 1934 in Wilna; † 3. Oktober 1992) war ein polnischer Brustschwimmer und zweimaliger Weltrekordhalter in diesem Schwimmstil.

## Schwimmsporterfolge
Petrusewicz’ Weltrekorde über 100 Meter Brust datieren vom 18. Oktober 1953 (1:10,90 min) und vom 23. Mai 1954 (1:09,80 min) und wurden beide in Breslau aufgestellt. Petrusewicz löste beide Male seinen großen Konkurrenten und vierfachen Weltrekordhalter in dieser Disziplin Wladimir Iwanowitsch Minaschkin ab.
Dabei sah sich die Fédération Internationale de Natation (Fina) zu dieser Zeit zu mehreren Regeländerungen für das Brustschwimmen veranlasst (siehe Anmerkungen zur Liste der Schwimmweltrekorde über 100 Meter Brust). Petrusewicz bevorzugte eine überlange Tauchphase im Vergleich zu den heute gestatteten 15 Metern und tauchte auf der Kurzbahn zuweilen überhaupt nicht auf.
Er nahm mit dem polnischen Team an den Schwimmeuropameisterschaften 1954 in Turin teil und errang dort die Silbermedaille über 200 m Brust in 2:42,5 min hinter dem DDR-Athleten Klaus Bodinger (2:40,9 min).
Bei den Olympischen Sommerspielen 1952 in Helsinki gewann er keine Medaille.
1977 drehte der Regisseur Filip Bajon mit bekannten Schauspielern, darunter Andrzej Trzaskowski und Jan Pietrzak, unter dem Titel Rekord świata einen Film über den Athleten.

## Krankengeschichte
Aufgrund einer Erkrankung an Morbus Winiwarter-Buerger verlor Petrusewicz beide Beine. Die Amputation des ersten erfolgte 1967, wonach er sich jedoch so weit erholen konnte, dass es zur erfolgreichen Teilnahme an Behindertenwettkämpfen reichte.
Die Amputation des zweiten Beines wurde nach einer Verschlechterung des Gesundheitszustandes in der Kriegsrechtszeit in Polen aufgrund von Verhaftung und Attacken durch ZOMO-Angehörige 1983 erforderlich.
1986 erlitt Petrusewicz einen Schlaganfall mit linksseitiger Lähmung und Sprachverlust.

## Politisches Engagement
Petrusewicz schloss sich früh der Gewerkschaft Solidarność an. Im Dezember 1981 wurde er bei einer Demonstration geschlagen und zwei Wochen in eine ungeheizte Gefängniszelle verbracht. Dies dürfte einer der Gründe für einen zweiten Ausbruch des Winiwarter-Buerger-Syndroms gewesen sein, der schließlich zur Amputation des zweiten Beines 1983 führte.

## Privates
Petrusewicz’ Geburtsort Wilna mussten seine Eltern nach der sowjetischen Einnahme Litauens mit ihm verlassen. Petrusewicz war zweimal verheiratet und hatte eine Tochter aus erster Ehe. In zweiter Ehe war er mit der Schauspielerin und Sängerin Joanna Rawik verbunden. In seinem Leben spielten Alkoholabhängigkeit und Kontrollverlust eine nicht unbedeutende Rolle. In der Endphase seines Lebens konnten ihn nicht die Erfolge des zweiten polnischen Schwimmweltrekordlers Artur Wojdat und nicht die gewandelte politische Situation seines Landes aufheitern.
Die Schwimmerfolge seines jungen Enkels Łukasz Wójt bekam er nicht mehr mit.